# .bt
.bt és el codi territorial d'Internet de primer nivell (ccTLD) per a Bhutan (འབྲུག་ཡུལ). És administrat pel Ministeri de Comunicacions del Bhutan.
El 7 de novembre de 2005, hi havia un total de 84 noms registrats en aquest domini.